# Bad Vöslau
Bad Vöslau est une commune autrichienne du district de Baden en Basse-Autriche.

## Personnalités liées à la commune
- Wilhelmine Moik (1894-1970), syndicaliste et femme politique autrichienne, y est morte.